# Kangema
Kangema är en ort i Kenya.   Den ligger i länet Muranga, i den centrala delen av landet, 70 km norr om huvudstaden Nairobi. Kangema ligger 1 754 meter över havet och antalet invånare är 4 319.
Terrängen runt Kangema är kuperad åt nordväst, men åt sydost är den platt. Terrängen runt Kangema sluttar österut. Runt Kangema är det tätbefolkat, med 550 invånare per kvadratkilometer. Närmaste större samhälle är Othaya, 13,1 km norr om Kangema. I omgivningarna runt Kangema växer huvudsakligen savannskog.